# Amt Sternberger Seenlandschaft
Amt Sternberger Seenlandschaft – niemiecki związek gmin leżący w kraju związkowym Meklemburgia-Pomorze Przednie, w powiecie Ludwigslust-Parchim. Siedziba związku znajduje się w miejscowości Sternberg.
W skład związku wchodzi dwanaście gmin:
1. Blankenberg
2. Borkow
3. Brüel
4. Dabel
5. Hohen Pritz
6. Kloster Tempzin
7. Kobrow
8. Kuhlen-Wendorf
9. Mustin
10. Sternberg
11. Weitendorf
12. Witzin

## Zmiany administracyjne
1 stycznia 2016 gminy Langen Jarchow oraz Zahrensdorf połączyły się tworząc nowa gminę Kloster Tempzin.